# Ungdom, som går ut i världen
Ungdom, som går ut i världen är en fem verser lång psalm av Lina Sandell. Verserna är 8-radiga. 

## Publicerad som
- Nr 589 i Svenska Missionsförbundets sångbok 1920 under rubriken "Ungdomsmission".
- Nr 759 i Lova Herren 1988 under rubriken "Barn och ungdom".